# Jack Butland
Jack Butland, né le 10 mars 1993 à Bristol, est un footballeur international anglais qui évolue au poste de gardien de but au Rangers FC.

## Biographie

### Formation et débuts
Jack Butland rejoint Birmingham City à l'âge de quatorze ans, après avoir quitté Clevedon United. En mars 2010, il signe son premier contrat professionnel avec Birmingham City. 

#### Prêt à Cheltenham Town
En septembre 2011, Butland signe pour un mois à Cheltenham Town, club anglais de quatrième division. Il joue son premier match le 10 septembre contre Macclesfield Town.

#### Retour à Birmingham
Jack Butland prend part à son premier match en équipe première le 18 août 2012 face à Charlton (1-1).

#### Stoke City
Butland rejoint officiellement le club de Stoke City durant l'été 2013. Mais n'étant que le troisième chox de Mark Hughes (derrière Asmir Begović et Thomas Sørensen), Jack Butland rejoint en prêt Barnsley en 2e division anglaise. Le 26 décembre 2013 il est de retour à Stoke, à la suite de la blessure de Asmir Begović. Le 1er janvier 2014 il fait ses débuts dans la Premier League lors d'un match contre l'Everton, entrant en jeu au mi-temps pour remplacer Thomas Sørensen, blessé du cheville. Le 21 février il est prêté à Leeds United. Le 20 octobre 2014 il est prêté à Derby County, à la suite d'une blessure de Lee Grant, gardien de Derby County.
Au début de la saison 2015-2016, Hughes installe Jack Butland comme gardien titulaire des Potters en lui octroyant le numéro 1 porté auparavant par Asmir Begović, parti à Chelsea.

#### Crystal Palace et prêt à Manchester United
Le 16 octobre 2020, Butland s'engage pour trois ans avec Crystal Palace. Après le départ de Martin Dúbravka à Newcastle United, le club mancunien était à la recherche d'une nouvelle doublure à David de Gea. Il arrive du côté d'Old Trafford le 6 janvier pour un prêt de six mois sans option d'achat.

#### Rangers FC
Après six mois du côté de Manchester sans jouer le moindre match, Jack Butland n'est pas reconduit à la fin de son contrat avec Crystal Palace, et quitte le club londonien où il n'a fait que 17 apparitions en trois saisons. Après plusieurs mois passés sans club, il s'engage le 1er janvier 2023 du côté de l'Écosse, chez les Rangers, pour une durée de quatre ans.

## En sélection
Jack Butland fait ses débuts en équipe d'Angleterre espoirs le 1er septembre 2011 lors du match amical face à l'Azerbaïdjan (victoire 6-0). En juin 2012, il remplace John Ruddy en tant que troisième gardien de but de la sélection anglaise pour l'Euro 2012, ce dernier déclarant forfait à la suite d'une blessure au doigt.
Le 2 juillet 2012, il fait partie des dix-huit joueurs sélectionnés par Stuart Pearce pour disputer les Jeux olympiques de Londres avec la Grande-Bretagne. Il est titulaire lors du match de préparation perdu face au Brésil (2-0) puis pour les quatre rencontres des Britanniques lors de la compétition. La Grande-Bretagne est cependant éliminée de la compétition au stade des quarts de finale par la Corée du Sud (1-1, 4-5 aux tirs au but).
Le 15 août suivant, Butland honore sa première sélection en A lors d'un match amical face à l'Italie (victoire 2-1).
Jack Butland fait partie des vingt-trois joueurs sélectionnés en équipe d'Angleterre pour disputer la Coupe du monde 2018.

## Statistiques

### En club
| Saison                | Club                     | Championnat           | Championnat | Championnat | Coupe(s) nationale(s) | Coupe(s) nationale(s) | Compétition(s) continentale(s) | Compétition(s) continentale(s) | Compétition(s) continentale(s) | Total | Total |
| Saison                | Club                     | Division              | M.          | B.          | M.                    | B.                    | Comp.                          | M.                             | B.                             | M.    | B.    |
| 2011-2012             | Cheltenham Town (prêt)   | League Two            | 24          | 0           | -                     | -                     | -                              | -                              | -                              | 24    | 0     |
| 2012-2013             | Birmingham City          | Championship          | 46          | 0           | -                     | -                     | -                              | -                              | -                              | 46    | 0     |
| 2013-2014             | Stoke City               | Premier League        | 3           | 0           | 1                     | 0                     | -                              | -                              | -                              | 4     | 0     |
| 2014-2015             | Stoke City               | Premier League        | 3           | 0           | 5                     | 0                     | -                              | -                              | -                              | 8     | 0     |
| 2015-2016             | Stoke City               | Premier League        | 31          | 0           | 4                     | 0                     | -                              | -                              | -                              | 35    | 0     |
| 2016-2017             | Stoke City               | Premier League        | 5           | 0           | -                     | -                     | -                              | -                              | -                              | 5     | 0     |
| 2017-2018             | Stoke City               | Premier League        | 35          | 0           | 1                     | 0                     | -                              | -                              | -                              | 36    | 0     |
| 2018-2019             | Stoke City               | Championship          | 45          | 0           | -                     | -                     | -                              | -                              | -                              | 45    | 0     |
| 2019-2020             | Stoke City               | Championship          | 35          | 0           | 1                     | 0                     | -                              | -                              | -                              | 36    | 0     |
| Sous-total            | Sous-total               | Sous-total            | 157         | 0           | 12                    | 0                     | -                              | -                              | -                              | 169   | 0     |
| 2013-2014             | Barnsley FC (prêt)       | Championship          | 13          | 0           | -                     | -                     | -                              | -                              | -                              | 13    | 0     |
| 2013-2014             | Leeds United (prêt)      | Championship          | 16          | 0           | -                     | -                     | -                              | -                              | -                              | 16    | 0     |
| 2014-2015             | Derby County (prêt)      | Championship          | 6           | 0           | -                     | -                     | -                              | -                              | -                              | 6     | 0     |
| Sous-total            | Sous-total               | Sous-total            | 35          | 0           | -                     | -                     | -                              | -                              | -                              | 35    | 0     |
| 2020-2021             | Crystal Palace           | Premier League        | 1           | 0           | 1                     | 0                     | -                              | -                              | -                              | 2     | 0     |
| 2021-2022             | Crystal Palace           | Premier League        | 9           | 0           | 6                     | 0                     | -                              | -                              | -                              | 15    | 0     |
| 2022-2023             | Crystal Palace           | Premier League        | -           | -           | -                     | -                     | -                              | -                              | -                              | 0     | 0     |
| Sous-total            | Sous-total               | Sous-total            | 10          | 0           | 7                     | 0                     | -                              | -                              | -                              | 17    | 0     |
| 2022-2023             | Manchester United (prêt) | Premier League        | -           | -           | -                     | -                     | -                              | -                              | -                              | 0     | 0     |
| 2023-2024             | Rangers FC               | Scottish Premiership  | 38          | 0           | 8                     | 0                     | C1+C3                          | 4+8                            | 0+0                            | 58    | 0     |
| 2024-2025             | Rangers FC               | Scottish Premiership  | 23          | 0           | 4                     | 0                     | C1+C3                          | 2+9                            | 0+0                            | 38    | 0     |
| Sous-total            | Sous-total               | Sous-total            | 61          | 0           | 12                    | 0                     | -                              | 23                             | 0                              | 96    | 0     |
| Total sur la carrière | Total sur la carrière    | Total sur la carrière | 333         | 0           | 31                    | 0                     | -                              | 23                             | 0                              | 387   | 0     |

## Palmarès

### En club
- Rangers FC
  - Vainqueur de la Coupe de la Ligue écossaise en 2024.
  - Finaliste de la Coupe de la Ligue écossaise en 2025.

### En sélection nationale
- Angleterre -17 ans
  - Vainqueur du Championnat d'Europe en 2010.

### Distinction personnelle
- Membre de l'équipe-type de Championnat d'Écosse en 2024.